# Alan Wilkinson Engineering
Alan Wilkinson Engineering war ein britischer Hersteller von Automobilen.

## Unternehmensgeschichte
Alan Wilkinson gründete 1979 das Unternehmen in Yeovil in der Grafschaft Somerset. Er fertigte Kunststoffe und belieferte unter anderem Flugzeughersteller. 1990 begann die Produktion von Automobilen und Kits. Der Markenname lautete AWE. 1998 endete die Produktion. Insgesamt entstanden etwa 15 Exemplare.

## Fahrzeuge
Wilkinson stellte das Modell Roadster her. Dies war ein türloser Roadster im Stile der 1930er Jahre. Im Angebot standen die Ausführungen Pintall mit mitlenkenden vorderen Kotflügeln und Redwing mit festen vorderen Kotflügeln. Die Basis stellte ein modifiziertes Fahrgestell von Triumph dar. Zur Wahl standen die Fahrgestelle vom Triumph Herald mit Vierzylindermotor und vom Triumph Vitesse mit Sechszylindermotor. Darauf wurde eine Karosserie aus Kunststoff montiert.